# Halter libratus
Halter libratus is een insect uit de familie van de Nemopteridae, die tot de orde netvleugeligen (Neuroptera) behoort. 
Halter libratus is voor het eerst wetenschappelijk beschreven door Navás in 1910.